# Observatoire Allegheny
L'observatoire Allegheny est un centre de recherche astronomique américain faisant partie du département de physique et d'astronomie de l'université de Pittsburgh.
Il se situe 7 km au nord de Pittsburgh en Pennsylvanie à Riverview Park. Il a été inauguré le 15 février 1859 dans la ville d'Allegheny, qui depuis 1907 fait partie de Pittsburgh. Initialement l'observatoire est destiné à l'éducation du grand public mais en 1867 les revenus générés ont diminué. Les installations ont été alors données à l'université de l'ouest de la Pennsylvanie, de nos jours, université de Pittsburgh.
Le 18 novembre 1883 à midi, c'est à partir de cet observatoire qu'est lancé un signal par télégraphe qui sera utilisé par les compagnies de chemins de fer pour synchroniser leurs horloges à travers l'Amérique du Nord. Jusqu'alors le temps local moyen était utilisé conduisant à de nombreux problèmes dans les horaires de train. Ce temps standardisé est rapidement adopté par la plupart des États d'Amérique du Nord et sera officiellement adopté par le gouvernement fédéral des États-Unis cinquante ans plus tard.
Actuellement, entre autres études, l'observatoire effectue des recherches d'exoplanètes.